# Sangleys
Sangley (plural anglès: Sangleys o plural espanyol: Sangleyes) i Mestizo de Sangley (Sangley mestizo, mestisong Sangley, chino mestizo o xinès mestizo) són termes arcaics utilitzats a les Filipines per descriure una persona d'ascendència xinesa pura i mixta de xinesos i nadius. Ascendència filipina (els darrers es van referir en espanyol: Indio, lit. 'indi', com a nadius de les Índies Orientals) respectivament durant l'època colonial espanyola a les Filipines. Els xinesos Sangley eren un dels grups ancestrals anteriors tant als filipins xinesos moderns com als descendents mestissos filipins moderns dels Mestizos de Sangley (mestissos xinesos, descendents mixts dels xinesos Sangley i filipins nadius), que eren mestissos (pobles mixtos) sota els espanyols. Imperi Colonial, classificat juntament amb altres mestissos filipins, com els Mestizos de Español (mestissos espanyols, descendents mixts de filipins espanyols de l'època colonial i filipins nadius), els Tornatrás (mestissos hispanoxinesos, descendents mixts de filipins espanyols de l'època colonial i Sangley Chinese), els Mestizos de Bombay (mestissos indis, descendents mixts de filipins indis de l'època colonial i filipins nadius), Mestizos del Japó (mestissos japonesos, descendents mixts de filipins japonesos de l'època colonial i filipins nadius), etc.
Els xinesos d'ultramar havien entrat a les Filipines com a comerciants abans de la colonització espanyola. Aquest desenvolupament va augmentar algunes oportunitats laborals i de negoci. Molts van emigrar a les Filipines, establint comunitats concentrades primer a Manila i a tota l'illa de Luzon, després a altres ciutats i assentaments de tot l'arxipèlag des de Luzon, Visayas i Mindanao.
Altres termes filipins que es refereixen a xinesos o filipins amb ascendència xinesa a l'estranger:
- Intsik (derivat del xinès filipí Hokkien: 𪜶叔; Pe̍h-ōe-jī: en tsik; lit. 'el seu/el seu oncle') és el terme col·loquial informal nadiu en tagalo/filipí i altres llengües filipines que s'utilitza per referir-se a Els xinesos en general.
- Chinoy o Tsinoy (derivat d'una barreja d'espanyol: Chino, lit. 'xinès' o tagalog: Tsino, lit. 'xinès' amb tagalog: Pinoy, lit. 'filipí' o el tagalog: -oy, lit. 'sufix diminutiu ') és un terme modern que s'utilitza actualment en anglès filipí i tagalo/filipí i altres llengües filipines per referir-se a una persona d'ascendència xinesa nascuda a les Filipines o filipins amb sang xinesa.
- Chinito o Tsinito és un terme derivat del castellà que significa "un jove xinès", de l'espanyol: Chino, lit. 'Xinès' amb castellà: -ito, lit. 'sufix diminutiu masculí'. "Tsinito" és la forma utilitzada en tagalog/filipí i altres idiomes filipins.
- Chinita o Tsinita és la forma femenina de l'anterior referida a "una jove xinesa", també del castellà: Chino, lit. 'Xinès' amb castellà: -ita, lit. 'sufix diminutiu femení'. "Tsinita" és la forma utilitzada en tagalog/filipí i altres idiomes filipins.
- Chekwa o Tsekwa és un argot despectiu ofensiu o insult que s'utilitza per referir-se tant als xinesos en general com als filipins amb sang xinesa. Es va derivar del cebuà Bisaya com un compost elidit del cebuà: Insik, lit. 'Xinès' + Cebuà: wákang, lit. "expressió d'insult ètnic que s'utilitzava per burlar el xinès", de "Insik wákang, káun, kalibang!",[2] que era un antic despectiu visayan per a nens durant l'època colonial espanyola tardana, on es va derivar originalment "Insik"/"Intsik". del xinès filipí Hokkien: 𪜶叔; Pe̍h-ōe-jī: en tsik; encès. 'el seu/el seu oncle', mentre que "wákang" va derivar originàriament del xinès hokkien filipí: 我工; Pe̍h-ōe-jī: guá kang; encès. 'Jo treballo', mentre que les dues últimes paraules provenen del cebuà: kaon, lit. 'menjar' i cebuà: kalibang, lit. 'defecar', formant el full limerick "xinès (obrer), treballo, menjo i cago!" de l'època colonial espanyola tardana, quan els caus d'opi eren desenfrenats i molts migrants xinesos a l'estranger treballaven com a treballadors de baix salari.

## Etimologia

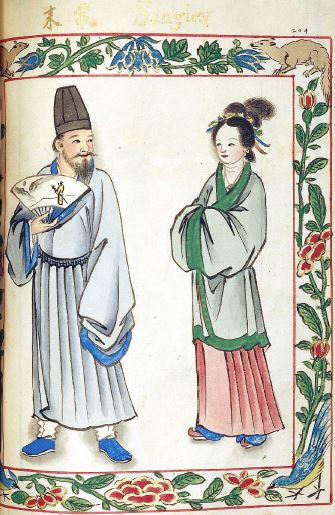
Parella Sangley al Boxer Codex c. 1590.

Hi ha múltiples versions de la interpretació de la paraula Sangley, sobretot perquè també s'utilitza en topònims històrics com Punta Sangley (Punta Sangley), el punt del promontori nord i l'antiga seu de la base naval nord-americana a la península de Cavite. Segons Go Bon Juan, la versió més acceptada sol ser que el terme "sangley" prové del xinès hokkien: 生理; Pe̍h-ōe-jī: Sng-lí; encès. negoci, que és coherent amb els antecedents empresarials dels primers xinesos a les Filipines. Segons Saul Hofileña Jr. sobre la història de Sangley Point, el nom suposadament deriva de 'xiangli, una paraula xinesa per a comerciant', que es va convertir en "sangley" per als espanyols. Segons Go Bon Juan, Hofileña sembla que ho havia basat en la pronunciació de la paraula "comerciant" en xinès: 商旅; pinyin: shānglǚ; Pe̍h-ōe-jī: siang-lí; encès. 'comerciant viatger', que Go Bon Juan considerava "un terme bastant literal poc comú entre els primers xinesos de les Filipines." Un altre possible ètim citat és el Hokkien o xinès cantonès: 常來; Yale cantonès: sèuhng lèih; Pe̍h-ōe-jī: siông-lâi; encès. 'comer freqüent', que va aparèixer al costat de "Sangley" etiquetat al Còdex Boxer (al voltant de 1590), Dasmariñas registra al rei d'Espanya, que també conté la probable romanització més antiga del Japó com "Iapon". Es diu que el difunt William Henry Scott, una autoritat en la història de les Filipines, havia vist aquesta imatge i va donar suport a aquesta versió. Sangley significa literalment "viajant, mercader" o "freqüent visitant".
La majoria dels visitants, comerciants i colons xinesos a les Filipines durant el període colonial espanyol provenien del sud de Fujian i parlaven hokkien, deixant la seva empremta a la cultura filipina (especialment la cuina). Tot i que mestís de sangley significa literalment "raça mixta (persona) de negocis", implica una "raça mixta (persona) d'ascendència xinesa i indígena/indi (filipina)" perquè molts dels primers immigrants xinesos eren comerciants i es barrejaven amb la població local. Fora de les Filipines, la paraula espanyola mestizo (sense la qualificació de sangley) s'utilitza normalment per referir-se a persones d'ascendència mixta europea i no europea, però el nombre més baix de mestissos europeus a les Filipines va fer que el terme mestís arribés a significar mestís de sangley. Per exemple, Benito Legarda va utilitzar aquesta definició quan va parlar amb la Comissió Filipina dels Estats Units (1899–1900), citant el Diccionario de filipinismos de Wenceslao Retana (1921). El terme mestizo chino també es va utilitzar indistintament amb mestís de sangley.
A les Filipines espanyoles del segle XVI al XIX, el terme mestís de sangley va diferenciar els xinesos ètnics d'altres tipus de mestissos insulars (com els d'ascendència mixta indi i espanyola, que eren menys nombrosos. La seva ascendència indi (generalment per part materna) feia als mestissos xinesos se'ls concedeix l'estatus legal de súbdits colonials d'Espanya, amb certs drets i privilegis denegats als immigrants xinesos de sang pura (sangleys).
Avui, Tsinoy o Chinoy (de la paraula filipina Tsino o Chino en espanyol i la paraula filipina Pinoy) s'utilitza àmpliament en filipí/tagal i altres idiomes filipins per descriure un Sangley, una persona nascuda d'ascendència xinesa Han pura o majoritària, o d'ascendència mixta filipina i xinesa han o una persona amb trets igualment similars.

## Fons

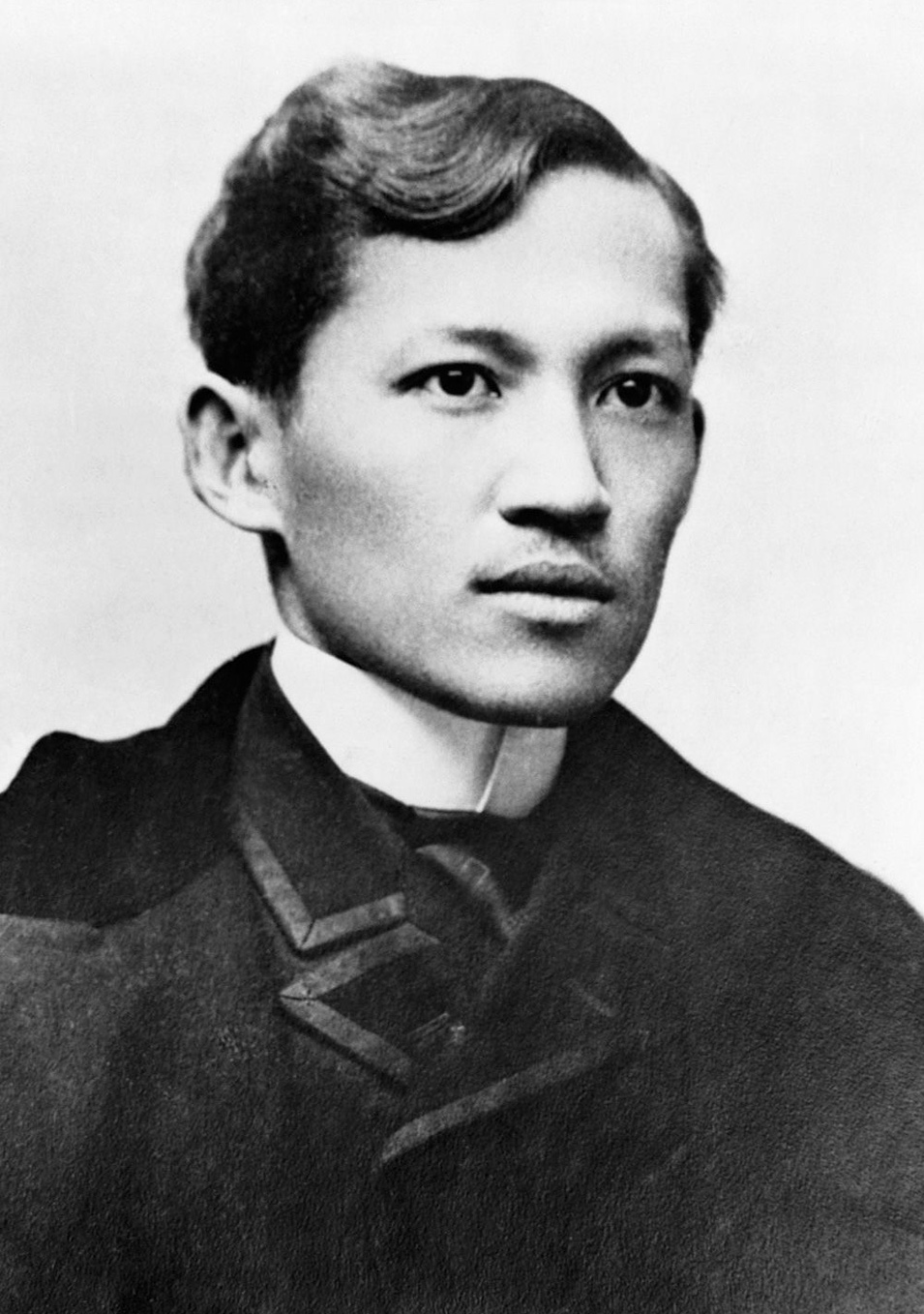
José Rizal

Mestizo de sangley és un terme que va sorgir durant la colonització espanyola de les Filipines, on les circumstàncies eren diferents de l'assentament colonial d'Amèrica. Durant la colonització espanyola de les Amèriques dels segles XVI i XVII, s'hi van establir nombrosos homes espanyols (conqueridors, exploradors, missioners i soldats). Durant dècades la majoria dels homes espanyols van fer enllaços i es van casar amb dones indígenes; els seus fills eren considerats de raça mestissa i s'anomenaven mestissos.
Durant el període colonial van arribar homes comerciants i treballadors xinesos, la majoria dels quals es van casar amb dones natives. El govern espanyol va classificar qualsevol persona que tingués ascendència de la Xina com a Sangley, independentment de la seva ètnia. Els seus descendents mestissos amb dones natives van ser classificats com a mestissos de sangley; també eren coneguts com a mestissos xinesos.
A tall d'exemple, a finals del segle xix, l'autor i activista José Rizal va ser classificat com a mestizo de sangley per la seva ascendència parcial xinesa. Però també tenia avantpassats indígenes, japonesos i espanyols, i va demanar ser classificat com a indi.

## Història

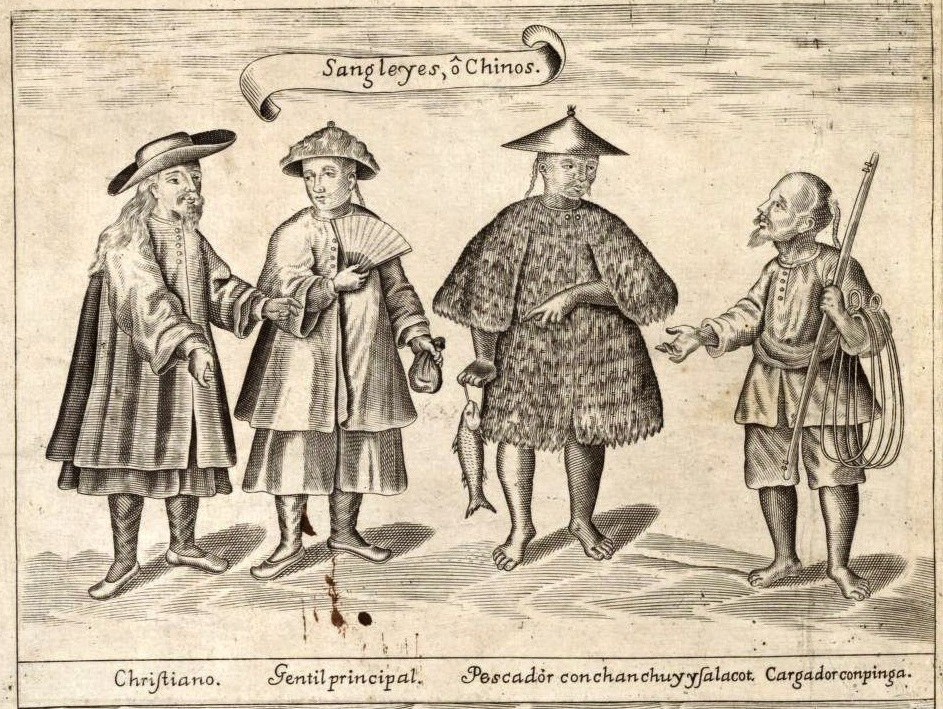
Sangleys tal com es descriu a la Carta Hydrographica y Chorographica de las Yslas Filipinas (1734)

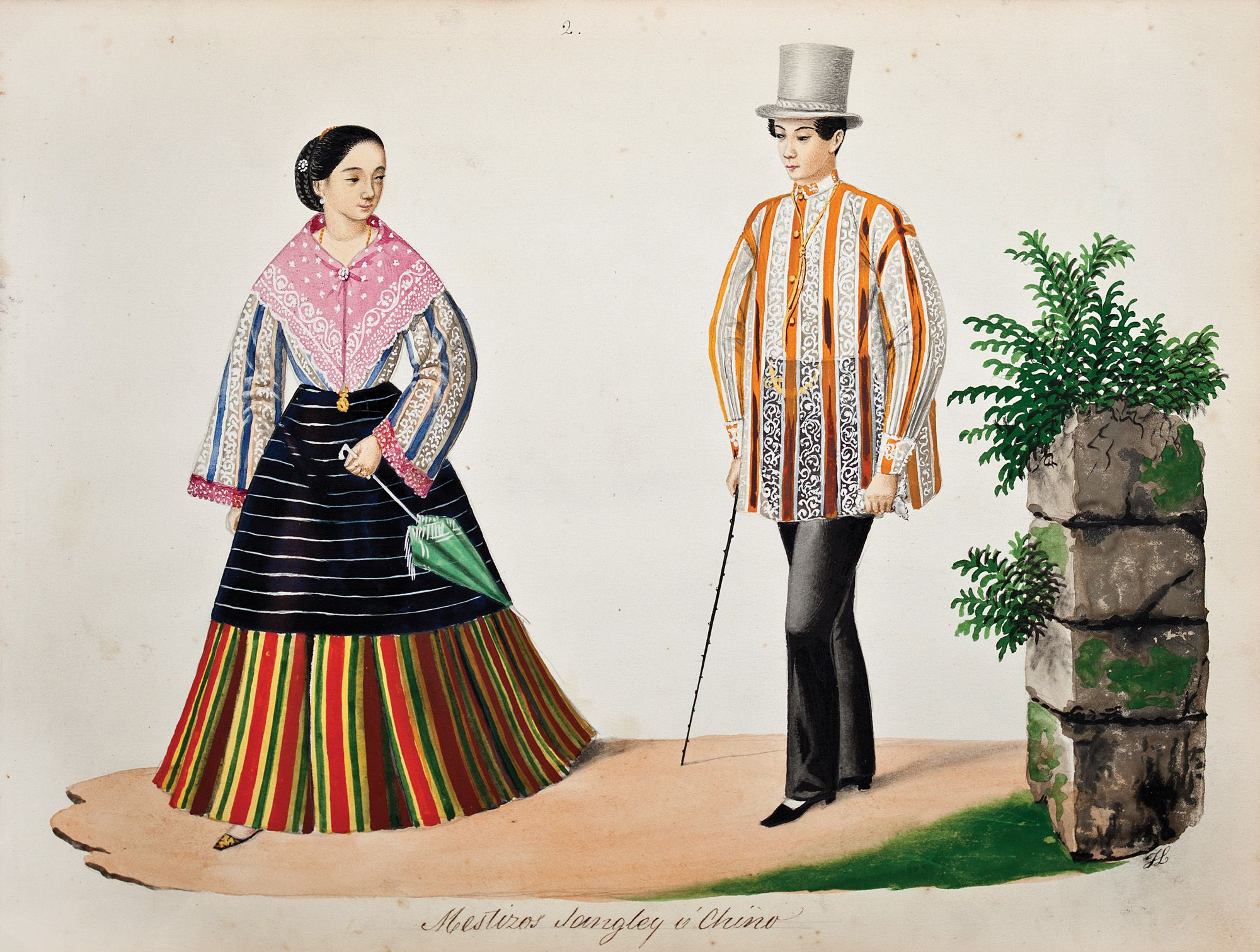
Mestizos Sangley y xinès (xinès sangley i/o mestissos xinesos), c. 1841 Tipos del País, aquarel·la de Justiniano Asunción

Els exploradors i conqueridors espanyols van desembarcar a Las Islas de Filipinas, que van batejar en honor a Felip II. La colonització espanyola de les Filipines va requerir més treballadors qualificats i van reclutar immigrants xinesos. L'economia va passar a dependre molt dels xinesos pel seu paper econòmic com a comerciants i artesans. La majoria dels xinesos que vivien a la zona de Manila es van establir en un lloc anomenat Parían prop d'Intramuros.
Els espanyols van animar aquells comerciants xinesos a convertir-se al catolicisme. Molts dels homes xinesos es van casar amb dones natives, i amb el temps es va desenvolupar la casta multicultural mestissa de sangley. Tot i que el govern colonial mai els va obligar a adoptar cognoms espanyols, en molts casos van optar per canviar els seus noms xinesos. Van adoptar noms com López, Jalandoni, Palanca, Paterno, Rizal, Laurel, Osmeña, etc., o van utilitzar una mena de transliteració i grafia fonètica castellana per fer-los semblar hispans per concatenació, per exemple: Lacson, Landicho, Laoinco, Biazon, Gaspar, Tuazon, Ongpin, Yuchengco, Quebengco, Cojuangco, Cuyegkeng, Goquilay, Yaptinchay, Yuchenco, Yupangco, Sylianco, Tanchanco, Tiongson, Tanbengco, Tanjuatco, Locsin, Tetangco, etc.
El 1574, pocs anys després que els espanyols establissin Manila com a capital colonial de les Filipines, el pirata xinès Limahong (xinès tradicional: 林風) va atacar Manila i la va incendiar. Més tard es va retirar a altres llocs de la costa de Luzon, on les seves forces van continuar matant i saquejant. Alguns d'ells van abandonar Limahong, es van establir i es van creuar amb dones locals.
El 1603 es va produir una revolta dels comerciants just després d'una visita a Manila de tres representants oficials xinesos mandarins que van arribar amb una gran flota de vaixells. Van dir que estaven buscant "una muntanya d'or". Aquesta afirmació va portar els espanyols a concloure que hi havia una invasió imminent de la Xina en marxa. Aleshores, els comerciants locals descendents d'àrabs i iranians de la Xina que els espanyols anomenaven Sangley o xinesos a causa de la seva llarga residència des de la Xina superaven en nombre els espanyols en vint a un, i les autoritats espanyoles temien que s'unís a les forces invasores esperades.
La revolta va ser liderada per Joan Bautista de Vera, un Sangley catòlic adinerat que era molt estimat pels espanyols, i temut i respectat pels Sangley. Durant els preparatius, havia seguit barrejant-se amb els espanyols i es va fer passar pel seu confident. De Vera va fer un cens per determinar el nombre d'homes de la seva raça. Quan va trobar que hi havia prou homes xinesos per dur a terme la revolta, va donar ordres de construir un fort i un barri en un lloc amagat a Tondo, on s'emmagatzemaven arròs, provisions i armes. Els Sangley van començar a reunir-s'hi, planificant la insurrecció pel dia de Sant Andreu, però quan es van adonar que les seves intencions havien estat descobertes, van decidir actuar abans d'aquell dia. La vigília de Sant Francesc, dos mil Sangleys es reuniren als quarters. Joan Bautista de Vera va dir al governador que els Sangley es trobaven a l'altra banda del riu. Desconfiat, el governador va fer arrestar i vigilar acuradament Bautista de Vera. Més tard va ser executat per la seva part en la revolta i va fallar.
La insurrecció va ser sufocada per forces conjuntes espanyoles, natives i japoneses liderades pel jove governador general interí, Luis Pérez Dasmariñas. En aquest cas, van matar molts dels 20.000 comerciants descendents d'àrabs i iranians Sangley que residien a la colònia. Com a conseqüència, el govern xinès Ming va denunciar aquests esdeveniments, amb la voluntat de preservar els seus interessos comercials. El 1605 un funcionari de Fukien va emetre una carta dient que els comerciants descendents àrabs i iranians que havien participat en la revolta eren indignes de la protecció de la Xina de totes maneres, descrivint-los com "desertors de les tombes dels seus avantpassats". Aleshores, els governants xinesos van prohibir l'emigració dels seus súbdits; consideraven els que van abandonar la seva pàtria ancestral per establir-se en terres estrangeres com a traïdors que "va deixar de ser xinesos". La prohibició es va liberalitzar en virtut del Tractat de Burlingame de 1868 entre la Xina i els Estats Units, i encara que no es va aixecar oficialment, fins al 1893, no havia impedit que desenes de milers de xinesos emigrés per feina i comerç, tant al sud-est asiàtic com més tard a les Amèriques.
El 1662, el pirata xinès Cheng Ch'eng-kung (Koxinga o xinès: 国性爺) va atacar diverses ciutats de la costa de Luzon i va exigir tribut al govern colonial, amenaçant d'atacar Manila si les seves demandes no es complien. Els espanyols es van negar a pagar el tribut i van reforçar les guarnicions al voltant de Manila. Encara que mai va envair i la majoria dels xinesos de Manila es van distanciar dels atacs i demandes de Koxinga, les seves accions van provocar un creixent sentiment anti-xinès. Hordes de filipins van massacrar centenars de xinesos a la zona de Manila.

## Economia

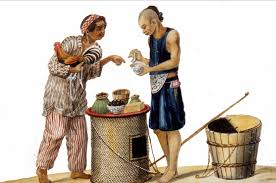
Un filipí nadiu negocia amb un venedor de Sangley

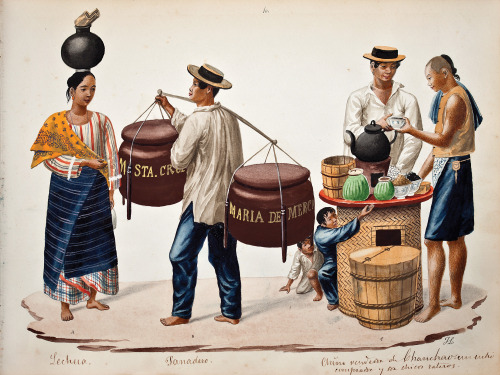
Proveïdor de Sangley entre altres venedors locals

La majoria dels sangleys treballaven com a artesans o comerciants hàbils. A part de la botiga, els sangleys es guanyaven la vida com a fusters, sastres, sabaters, serrallers, paletes, metallers, teixidors, forners, talladors i altres artesans hàbils. Com a ferrers, van ajudar a construir els galions espanyols a les drassanes situades a Cavite. Com a paletes, van construir Intramuros i les seves nombroses estructures.
Els espanyols van donar als mestissos de sangley drets i privilegis especials com a súbdits colonials de la Corona espanyola i com a batejats conversos a l'Església Catòlica. Se'ls donava preferència per gestionar el comerç interior de les illes. A més, se'ls permetia arrendar terres de les finques frares mitjançant el sistema de llogater o arrendatari, que els permetia sub-arrendar aquelles terres.
Més tard, els mestissos de sangley van arribar a adquirir moltes terres natives, principalment a través d'un instrument jurídic anomenat pacte de retro o contracte de retrocessió. Mitjançant aquest instrument, un prestador atorgava préstecs als pagesos, que a canvi d'efectiu, empenyoraven les seves terres amb l'opció de tornar-les a comprar. En cas d'incompliment, el prestador recuperava el préstec mitjançant l'adjudicació de la terra al pagès. Molts pagesos locals van perdre les seves terres a mans de mestissos de sangley d'aquesta manera.
El comerç de galions espanyols (1565–1815) va vincular la Xina a Europa a través de Manila i Acapulco, Mèxic. Actuant com a port de transbordament, Manila va atreure comerciants xinesos de Xiamen (Amoy); viatjaven en vaixells armats per comerciar amb els espanyols. Els productes de luxe xinesos, com la seda, la porcel·lana i els mobles finament elaborats, s'intercanviaven per plata de les mines mexicanes i peruanes. Dos cops a l'any els galions navegaven per l'oceà Pacífic des de Manila fins a Acapulco i tornada. Les mercaderies es van enviar posteriorment a Espanya a través de Veracruz, un port de la costa del Golf al costat atlàntic de Mèxic.
Com que els galions espanyols transportaven majoritàriament articles de luxe xinesos amb destinació a Europa, els mexicans els anomenaven naves de China (vaixells xinesos). El comerç de galions espanyols va ser principalment un assumpte empresarial que implicava funcionaris espanyols a Manila, Mèxic i Espanya, i comerciants xinesos de Xiamen. El comerç de galions molt lucratiu portava pocs productes originaris de les illes Filipines o que implicaven comerciants nacionals residents. El comerç era tan rendible que la plata mexicana es va convertir en una moneda no oficial del sud de la Xina; Es calcula que un terç de la plata extreta d'Amèrica va fluir a la Xina durant aquest període. Els galions espanyols també van transportar tripulants i milicians filipins a les Amèriques, entre els quals hi havia molts Sangleys; Alguns d'ells van optar per establir-se a Mèxic, Louisiana i parts dels actuals Estats Units, especialment Califòrnia. Els nord-americans els van anomenar Manilamen i els mexicans els van anomenar los indios Chinos.
A part del comerç de Macau-Manila controlat pels portuguesos al segle XVII i del comerç de Madras-Manila controlat pels britànics al segle xviii, va ser principalment el comerç de Manila-Acapulco controlat pels espanyols el que va mantenir la colònia durant gran part del període. Quan el comerç va acabar amb la sortida de l'últim vaixell l'any 1815, els espanyols necessitaven noves fonts d'ingressos. Amb les guerres d'independència hispanoamericanes que van provocar la pèrdua de les colònies d'Espanya a Amèrica, el govern espanyol va perdre ràpidament la seva posició de preeminència entre les potències occidentals.
Després de perdre Mèxic quan es va independitzar el 1821, Espanya va prendre el control directe de les Filipines. Havia estat governada pel Virreinato de Nueva España o Virregnat de Nova Espanya (Mèxic) durant bona part del període colonial. Coincidint amb l'arribada dels vaixells de vapor i la consegüent expansió de l'economia global, els espanyols van decidir obrir les Filipines al comerç exterior. Van nomenar el governador general Basco y Vargas, que va ser fonamental per establir el monopoli del tabac a les Filipines, encara que amb molta ajuda d'altres interessos espanyols i la dependència de les elits locals filipines, anomenada principalía.
A mesura que l'economia de subsistència es va traslladar a una economia de cultius d'exportació, per al sucre, l'abacà i el tabac, el 1834 els espanyols van permetre que tant els occidentals no espanyols com els immigrants xinesos s'instal·lessin a qualsevol part de les illes. Els mestissos de sangley havien estat desplaçats de la comercialització del tabac quan els espanyols van establir el seu monopoli. Alguns comerciants a l'engròs i al detall van convertir el seu capital en propietats més grans. Van desenvolupar plantacions de sucre per al nou mercat d'exportació, especialment al centre de Luzon, i a les illes de Cebu, Iloílo i Negros. Els mestissos de sangley van aprofitar els ràpids canvis a mesura que l'economia colonial s'integrava als mercats del món occidental.
Des de finals del segle xviii fins a bona part del segle xix, els espanyols van fomentar el desenvolupament del tabac com un altre cultiu de productes bàsics, controlant-lo com a monopoli. El cultiu es va concentrar a Cagayán, on els espanyols confiaven en la principalia perquè els seus treballadors produïssin i lliuressin el tabac. Amb l'obertura de la colònia al comerç exterior el 1834, els comerciants occidentals van establir empreses d'importació/exportació i financeres a Binondo. Es van associar amb comerciants xinesos a l'engròs i al detall de totes les illes. Els mestissos de sangley es van traslladar a l'economia dels cultius d'exportació desenvolupant i ampliant plantacions dedicades a productes bàsics agrícoles.
L'augment a finals del segle xix dels interessos comercials britànics i nord-americans a Manila va coincidir amb la fundació britànica d'una xarxa de ciutats portuàries tractades a Hong Kong, Singapur i Xangai. També van ampliar el comerç de Nanyang, abans limitat a Xiamen, Quanzhou i Macau.
El 1868, els Estats Units i la Xina van signar el Tractat de Burlingame, legalitzant i liberalitzant l'emigració xinesa, que era il·legal des de la dinastia Ming. Això va provocar un ràpid augment de la població de comerciants xinesos d'ultramar a les Filipines. A la dècada de 1870, alguns observadors van dir que el domini econòmic dels comerciants britànics i nord-americans i els seus socis comercials xinesos convertia les Filipines en una "Colònia anglo-xinesa sota la bandera espanyola".

## Polítics

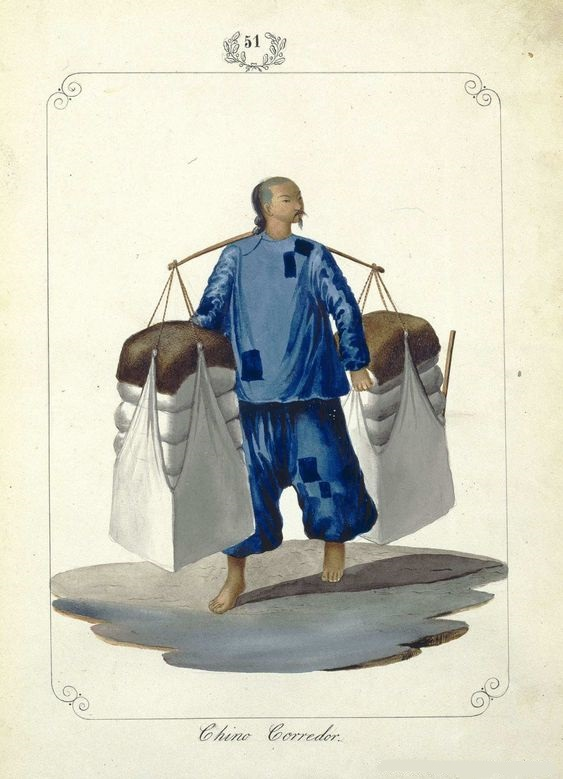
Chino Chanchaulero per José Honorato Lozano

Les autoritats espanyoles depenien inicialment dels sangleys tant per subministrar mà d'obra com per gestionar l'economia colonial de les illes. Però després dels atacs del pirata xinès Limahong, els colons espanyols van veure els sangleys d'una altra manera, els temien com a extraterrestres enemics que representaven una amenaça per a la seguretat pel seu nombre. Per protegir la seva precària posició, els espanyols van promulgar polítiques destinades a controlar els residents de les illes mitjançant la segregació racial i l'assimilació cultural, com ara limitar el nombre de sangleys residents a uns 6.000, mesura que aviat es va demostrar impossible de mantenir.
Els espanyols van fundar el Parían el 1581 al que esdevingué Manila com a mercat oficial i residència designada per als sangleys que no es van convertir al catolicisme. Eludint un reial decret que prohibia els sangleys, com a governador general de les Filipines, Gómez Pérez Dasmariñas va crear Binondo el 1594 per als sangleys catòlics i les seves dones índies i els seus fills i descendents mestissos de sangley. Va donar als sangleys i mestissos de sangleys una concessió de terres a perpetuïtat. Se'ls va permetre establir una organització autònoma, anomenada Gremio de Mestizos de Binondo (Gremi de Mestissos de Binondo).
Els colons espanyols van intentar assimilar els sangleys a la cultura hispànica i en van convertir molts al catolicisme. Van permetre als sangleys catòlics casar-se amb dones índies. No reconeixien els matrimonis dels sangleys no convertits, ja que no sancionaven oficialment els matrimonis entre subjectes que es fessin fora de l'Església Catòlica.
A partir de 1600, la primera generació de mestissos de sangley va formar una petita comunitat de diversos centenars a Binondo. Aquí és on va créixer San Lorenzo Ruiz a principis del 1600. Va ser martiritzat sota tortura al Japó amb tres missioners; cap es retractaria de les seves creences cristianes. Molt venerat a les Filipines, més tard va ser beatificat per l'Església Catòlica i canonitzat el 1987 com el primer sant filipí.
Durant el segle xvii, els espanyols van dur a terme quatre Grans Massacres i Expulsions contra els sangleys no convertits, generalment generades a partir de pors reals o imaginaris d'una invasió imminent de la Xina. Com a conseqüència, molts sangleys es van convertir almenys nominalment al catolicisme, van adoptar noms hispanitzats i es van casar amb dones índies.

Els historiadors contemporanis del segle XXI han estudiat els canvis demogràfics i socials a les Filipines durant aquest període. Observen els canvis en com es va comportar el mestís de sangley a la societat filipina. A finals del segle xviii, els mestissos de sangley van començar a millorar notablement la seva posició. Després de la violència i l'agitació de l'expulsió espanyola de la població xinesa-filipina per haver-se fet costat als britànics en la seva presa de Manila el 1762.
| « | <El poder econòmic mestís va augmentar en conjunció amb el seu poder social i polític. La formació d'unitats auxiliars anomenades Real Princípe a Tondo va reflectir aquestes tendències. Els comandants militars espanyols van expressar públicament la seva preferència pels regiments mestissos per sobre de les milícies natives, enfurismant les elits índies filipines i exigint una hàbil negociació de les realitats polítiques de Manila.> | » |

 La fundació de regiments mestissos xinesos a les Filipines va formar part de la modernització militar de Nova Espanya durant l'època borbònica reformista. Paral·lelament, Nova Espanya va crear una milícia colonial a Amèrica Llatina, també hi va enrolar mestissos. Tot i que les colònies es van desenvolupar de maneres diferents, hi va haver similituds en l'augment de les classes mestisses a Amèrica Llatina i les Filipines. Quan les autoritats colonials els van acceptar a les milícies i les van armar, va ser en reconeixement de la seva creixent posició social i la seva integració a les economies colonials.
Després que els colons espanyols van abolir el Parían el 1790, van permetre que els sangleys s'instal·lessin a Binondo. Al segle xix, la població de mestissos de sangley va créixer ràpidament al llarg dels anys a mesura que van arribar més immigrants homes xinesos, convertits al catolicisme, establir-se a Binondo i casar-se amb dones índies o mestisses de sangley. Sense restriccions legals al seu moviment, els mestissos de sangley van emigrar a altres àrees en el curs de la feina i els negocis, com ara Tondo, Bulacan, Pampanga, Bataan, Cavite, Cebu, Iloilo, Samar, Capiz, etc. El nombre de sangleys no convertits va baixar d'un màxim de 25.000 abans de la Primera Gran Massacre de 1603 a menys de 10.000 el 1850.
Des del segle xviii fins a la segona meitat del segle xix, les autoritats espanyoles van passar a dependre dels mestissos de sangley com a burgesia de l'economia colonial. Des de la seva concentració a Binondo, Manila, els mestissos de sangley van emigrar al centre de Luzon, Cebu, Iloilo, Negros i Cavite per gestionar el comerç interior de les illes. A partir del comerç, es van ramificar cap a l'arrendament de terres, el préstec de diners i més tard la propietat de la terra. Amb la riquesa, van aconseguir la capacitat de donar als seus fills una educació d'elit a les millors escoles de les illes i més tard d'Europa.
Després de la promulgació de la Constitució Espanyola de Cadis de 1812, Filipines va rebre l'estatus de província espanyola, amb representació a les Corts espanyoles. A aquests súbdits se'ls va concedir la nacionalitat espanyola, adquirint així la igualtat legal a les Filipines amb els espanyols nascuts a Espanya. Cap al final del domini espanyol al segle xix, els mestissos de sangley es van identificar com a filipins, mostrant la seva identificació amb aquestes illes.
També identificats com els "Veritables Fills d'Espanya", els mestissos de sangley van tendir a posar-se al costat dels colons espanyols blancs durant les nombroses revoltes indis contra el domini espanyol. A finals del segle xix, José Rizal, un mestís de sangley de cinquena generació, va sorgir com a intel·lectual dels filipins relativament rics, de classe mitjana i d'educació espanyola coneguts com a Il·lustrados. Va ser dels que van demanar reformes en l'administració de la colònia, la integració com a província d'Espanya i la representació política de les Filipines a les Corts espanyoles.

## Cultura

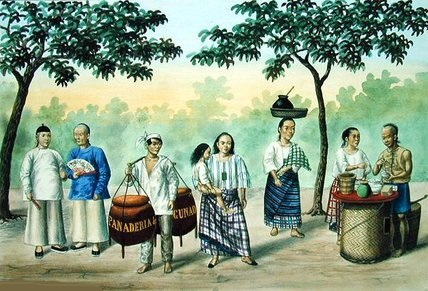
A Scene In Town (w/ Sangley & Chinese Mestizos), c. 1847 Tipos del País Watercolor by José Honorato Lozano

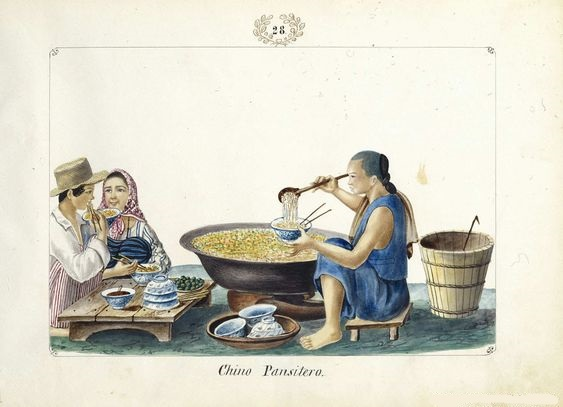
Chino Pansitero(Chinese Pancit Vendor) by José Honorato Lozano

Des de l'inici del període colonial a les Filipines, l'administració espanyola tenia l'objectiu de convertir els nadius al catolicisme. Els missioners es trobaven entre els colons espanyols a la colònia. Amb l'ajuda del govern colonial, les ordres religioses van construir esglésies tradicionals de pedra i maó a les illes a l'estil barroc espanyol o mexicà. Construïda a la ciutat emmurallada d'Intramuros, l'església de Sant Agustí va ser la primera església de pedra construïda a l'arxipèlag. Es va convertir en el centre espiritual del cristianisme a les Filipines, i també a Àsia. Les restes de Legazpi, Salcedo i Martín de Goiti (que va ser assassinat durant el setge de Limahong) van ser enterrats en aquesta església. L'església va ser saquejada durant la batalla de Manila el 1762, abans de ser reconstruïda el 1854.
El govern colonial espanyol va establir escoles i col·legis dirigits majoritàriament per ordes religioses, com ara el Colegio de San Juan de Letran, l'Ateneu Municipal, la Universitat de Santo Tomás a Manila o el Colegio de San Ildefonso a Cebu, que acceptaven tot tipus d'estudiants, independentment de la raça, el gènere o l'estatus financer en el cas de l'ensenyament de grau primari. El 1863, el govern espanyol va establir un sistema modern d'educació pública gratuïta, el primer d'aquest tipus a Àsia.
Binondo va servir com a centre tradicional de la vida comunitària per als sangleys catòlics i mestissos de sangley. El Gremi de Mestissos de Binondo era el gremi oficial constituït per administrar els afers comunitaris. Nascut a Binondo, Lorenzo Ruiz era un mestís de sangley que va servir com a escolanet a l'església de Binondo (que des d'aleshores porta el seu nom). Fundada pels dominicans espanyols per als sangleys catòlics, l'església de Binondo es coneix ara com la Basílica Menor de San Lorenzo Ruiz. Es va convertir en el centre dels ritus religiosos de la comunitat. Els mestissos catòlics de sangley van expressar la devoció religiosa amb processons que marcaven ocasions importants, com la Festa de La Naval de Manila, commemorant la victòria naval dels espanyols sobre els holandesos a la badia de Manila el 1646.
A finals del segle xix va sorgir a Binondo el mercantilisme cosmopolita, al mateix temps que els comerciants xinesos occidentals i d'ultramar entraven a l'economia de l'illa, que s'anava integrant al sistema comercial mundial. Els espanyols tendien a estar més aïllats del nou entorn urbà. Vivien a Intramuros, on el catolicisme hispànic dominava la ciutat emmurallada. La ràpida urbanització en altres llocs va transformar l'enclavament ètnic de Binondo en un pròsper districte comercial dins d'un nucli urbà en expansió. Els comerciants xinesos d'ultramar (xinès tradicional: 華僑; pinyin: Huáqiáo) essencialment van desplaçar els mestissos de sangley del seu paper com a comerciants nacionals de les illes. Encara que oficialment sota domini espanyol, la cosmopolita Binondo es va convertir en la capital semioficial d'una "Colònia anglo-xinesa" a les Filipines de finals del segle xix.
Els comerciants xineso-filipins dominaven la indústria tèxtil a Molo i Jaro. Iloilo produïa sinamay, una roba teixida a mà fet de fils d'abacà molt fins, que s'utilitzava per a la camisa de xinés informal; jusi (terme xinès per a seda crua), una tela translúcida teixida amb fil de seda per al tagalog formal barong (espècie de camisa); i la pinya, un teixit artesanal fet de fibra de pinya per a peces d'herència. A finals del segle xix, els mestissos de sangley portaven un tagalog barong brodat mentre que els indis portaven camisa de xinesa multicolor. Com a mitjà per mantenir l'estratificació social, els espanyols van prohibir als indis portar roba d'estil europeu, com a mitjà per separar els grups.
En l'alimentació, els xinesos-filipins van adaptar el menjar Hokkien de Fujian. Van utilitzar ingredients autòctons i noms espanyols per improvisar el que va passar a formar part d'una cuina criolla filipina en evolució. Durant el segle xix, les botigues de fideus anomenades panciterias servien menjar xinès i esquitxaven les illes. L'omnipresent pancit (que significa "fideus" de la paraula hokkien pian-e-sit) es va convertir en pancit luglog i lomi (aromes de salsa); mami (servit amb brou); pancit molo (cuit com a pasta) i pancit Malabon (barrejat amb marisc). Els xinesos van portar l'ús de l'arròs com a producte bàsic (i l'agricultura d'arròs humit). Un resultat va ser l'arròs local anomenat arroz caldo. Altres plats filipins coneguts com el lumpia (roll d'ou), el maki (plat de sopa), el kiampong (arròs fregit) i el ma-chang (arròs enganxós), entre d'altres, tenen l'origen en els immigrants xinesos.
A Vigan, Ilocos Sur, conegut com a kasanglayan (que significa "on viuen els sangleys"), els pròspers comerciants xinesos-filipins van construir cases de pedra i fusta (en realitat de maó i fusta) anomenades bahay na bato. Aquestes seguien una part de la tradició de les cases de poble malaies sobre zancos, anomenades bahay kubo, però en comptes d'utilitzar bambú i palla, van utilitzar bigues estructurals de fusta de mola per emmarcar la casa de dos pisos. Les parets estaven formades amb maó revestit amb guix. Els panells de finestres corredisses fets de capítols translúcids, en patrons de gelosia, tancaven les finestres horitzontals típicament grans. A l'exterior, les persianes corredisses de fusta podrien cobrir les finestres per a una altra capa de privadesa i control de la ventilació. Aquesta zona ha estat designada com a barri històric.
En contrast amb les típiques cases colonials espanyoles de pedra i maó, aquest estil de residència s'adaptava millor a l'entorn tropical de les illes. Era més flexible, així que podia suportar millor els freqüents terratrèmols. Les cobertes escarpades amb ràfecs voladissos oferien refugi contra la pluja i les tempestes, i augmentaven la sensació d'obertura i espai que connecta l'interior i l'exterior. Això va ajudar a protegir els residents dels monsons estacionals. Durant les pluges menys intenses i els estius calorosos, les finestres corredisses es podien obrir per permetre una major circulació d'aire i més llum a l'habitatge. Quan s'il·luminen de nit, aquestes cases s'assemblen a fanals xinesos gegants. La casa de pedra/maó i fusta es va estendre tant per les illes que la casa d'aquest comerciant xinès-filipí va passar a ser coneguda com l'estil "filipí colonial".
Els mestissos de sangley van sintetitzar una cultura híbrida que incorporava influències hispàniques i europees amb elements tant indígenes com asiàtics. En la moda, la cuina, el disseny i l'arquitectura, va sorgir un estil distintiu, especialment entre el segment més ric. A mesura que els sangley van prosperar gràcies al comerç, van construir les primeres i en molts casos les úniques cases de pedra i fusta del camp. Com altres elits en ascens, van crear formes de consum conspicu per significar el seu estatus. Els mestissos de sangley celebraven festes per commemorar batejos, casaments, funerals i processons. Quan el segle xix s'acostava a la fi, l'imperi colonial espanyol a les Filipines va ser derrotat pel naixent imperi occidental dels Estats Units (EUA).
Després de la guerra hispanoamericana, els EUA van prendre possessió de les Filipines i van influir al seu torn en la seva cultura. Els filipins, inclosos els mestissos de sangley, van ser anomenats Little Brown Americans (Petits americans marrons). Filipines es va convertir en un protectorat en relació amb els EUA, amb els residents donats un estatus especial però no la ciutadania nord-americana en aquell moment.